# Грб Сокоца
Грб Сокоца је званични грб српске општине Соколац. Грб је усвојен 2001. године.
Симбол општине има облик средњовјековног штита са припадајућим садржајем који подсјећа на старе амблеме општина из комунистичког времена.

## Опис грба
Грб Сокоца приказује Романију изнад двије заставе Српске, кружну тестеру са плавим диском у којој је приказана црква Романијска Лазарица, између плаве оморике (лат. Picea omorika) и класја жита, испод тога на бјелој пруги исписано је име општине „Соколац“ и у дну у црвеном пољу проширени латински крст.
Грб Сокоца је готово идентичан грбу Власенице, пошто је аутор оба исти ликовни умјетник.